# Arbeitsumgebung
Arbeitsumgebung (englisch work environment) ist allgemein die Umgebung, in die der Arbeitsplatz einer Arbeitskraft integriert ist. Speziell versteht man in der Informationstechnik die für den Benutzer eines Computers zur Verfügung stehenden Dienstprogramme und Peripherie zur Arbeitserledigung als Arbeitsumgebung. 

## Begriffsbestimmungen, nähere begriffliche Einordnung
Nach DIN 33400 ist die Arbeitsumgebung eines Arbeitssystems „das räumliche Umfeld, von dem vor allem physikalische und chemische, aber auch unter anderem biologische (z. B. bakteriologische) Einflüsse auf den Menschen einwirken“. Hierbei wirken Mensch und Arbeitsmittel im Arbeitsablauf am Arbeitsplatz in einer Arbeitsumgebung unter den Bedingungen dieses Arbeitssystems zusammen. Arbeitsumgebung ist somit die Gesamtheit der Arbeitsbedingungen, unter denen Personal arbeitet.

### Arten
Zur näheren Arbeitsumgebung eines Arbeitsplatzes gehören insbesondere die dort bereitstehenden Arbeitsmittel und Arbeitsgeräte. Diese Arbeitsmittel spielen eine funktionelle Rolle bei der Erledigung der Aufgaben. Dabei werden die Arbeitsmittel so eingerichtet, dass sie beim Arbeitseinsatz optimal genutzt werden können. Zur weiteren Arbeitsumgebung zählt man Arbeitsräume, in denen weitere Arbeitsplätze innerhalb von Gebäuden dauerhaft eingerichtet sind (§ 2 Abs. 3 ArbStättV) sowie nicht-gegenständliche Zustände wie Arbeitsorganisation, Führungsverhalten oder Betriebsklima. Die weitere Arbeitsumgebung setzt sich auch aus Beleuchtung, Arbeitslärm oder Raumklima zusammen.

### Gestaltung
Die Arbeitsumgebung ist so zu gestalten, dass allgemeine Belastungen oder spezifische Arbeitsbelastungen (etwa durch starke Hitze oder Kälte) und Gefahren (durch Schadstoffe) vermieden werden und dass sich Mitarbeiter am Arbeitsplatz möglichst wohl fühlen. Werden die Arbeitnehmer durch Änderungen der Arbeitsplätze, des Arbeitsablaufs oder der Arbeitsumgebung, die den gesicherten arbeitswissenschaftlichen Erkenntnissen über die menschengerechte Gestaltung der Arbeit offensichtlich widersprechen, in besonderer Weise belastet, so kann der Betriebsrat angemessene Maßnahmen zur Abwendung, Milderung oder zum Ausgleich der Belastung verlangen (§ 91 BetrVG).

## Anwendungsfeld „Informationstechnik“

### Allgemeines
Die Arbeitsumgebung in der Informationstechnik (englisch framework, „Rahmenbedingung“, „Arbeitsumgebung“) besteht bei einem Bildschirmarbeitsplatz aus einer Reihe von Anwendungen, Werkzeugen, Diensten und Dokumenten des Computers. Auch die Konfiguration zählt zur Arbeitsumgebung des Computers. Die ergonomischen Anforderungen an den Arbeitsplatz und die Arbeitsumgebung werden in EN ISO 9241-5 und EN ISO 9241-6 beschrieben. Die Wechselwirkungen zwischen Arbeitsumgebung und Eingabegeräten werden auch in EN ISO 9241-410 angesprochen, diejenigen zwischen Arbeitsumgebung und optischen Ausgabegeräten in EN ISO 9241-303 und EN ISO 9241-306.
Aufgabenabhängig gehören zur Arbeitsumgebung unterschiedliche Komponenten der Hardware, der Systemsoftware und der Anwendungssoftware. Bei enger Auslegung des Begriffs Arbeitsumgebung gehören die jeweiligen Komponenten technisch zur Ausstattung eines konkreten Arbeitsplatzes, während sie in einem erweiterten Sinn von ihm aus lediglich verfügbar sind, technisch jedoch zum Beispiel von einem Server bereitgestellt werden.

### Kriterien für die Architektur der Arbeitsumgebung
- Im Wesentlichen ist die Anwendungssoftware häufig speziell auf die zu unterstützenden Arbeitsinhalte ausgerichtet. Beispiele: Für die Betriebswirtschaft im Allgemeinen, Finanzwirtschaft, Grafiker, Architekten, Konstrukteure, Filmemacher etc. Hierzu kann alternativ Standardsoftware oder Individualsoftware eingesetzt werden.
- Aus denselben Gründen wird auch spezielle Systemsoftware eingesetzt, etwa zur Anwendungsentwicklung (siehe Integrierte Entwicklungsumgebung) oder für Systemadministratoren.
- In Teilbereichen wird, ebenfalls auf Arbeitsinhalte ausgerichtet, auch spezielle Hardware verwendet (Scanner, CNC-Maschinen, Plotter usw.)
- Weitere Differenzierungen können sich aus der geforderten Leistungsfähigkeit von Komponenten – wie Speichergröße, Prozessorleistung, Übertragungsraten etc. ergeben.
- Grundsätzlich bestimmt die Zugehörigkeit zu bestimmten Typen an Systemarchitekturen (Hardware- und Betriebssystem-Varianten) die Ausstattung der Arbeitsumgebung – einschließlich der Einsatzfähigkeit von Anwendungssoftware und dem möglichen Prinzip der Benutzerschnittstelle.

Entsprechende Überlegungen führen im Rahmen der Unternehmensarchitektur bzw. der IT-Architektur zur Bereitstellung unterschiedlicher Systemumgebungen im Allgemeinen und Arbeitsumgebungen im Besonderen. Dabei reicht die Bandbreite von möglichst vielen einheitlichen Universal-Arbeitsplätzen (mit denen ein möglichst breiter Nutzungsrahmen abdeckbar ist) bis zu einzeln konfigurierten Umgebungen für spezielle Anforderungen.

### Benutzeroberfläche
Ein für die Benutzer bedeutsamer Aspekt ist, wie sie mit dem System und den bereitgestellten Komponenten in Interaktion treten können.
Benutzeroberflächen werden unterschieden in grafische Benutzeroberflächen und Kommandozeilen (Kommando-orientierte Bedienung).